# Kibaltchitch (cratère)
Pour les articles homonymes, voir Kibaltchitch.
Kibaltchitch est un cratère d'impact situé sur la face cachée de la Lune. Il se trouve au nord-est de la grande plaine fortifiée de Korolev (en) et est rattaché au bord extérieur sud-est du cratère Tsander (en).
Le bord de Kibaltchitch est légèrement érodé, et la frontière commune avec Tsander a formé un rebord rectifié le long du côté nord-ouest. Cependant, le bord reste bien défini et les parois intérieures présentent des rebords en terrace[Traduire passage]. Le sol intérieur est relativement plat, avec les vestiges d'un petit rebord de cratère dans le quadrant sud-est. Une petite crête se trouve près du point médian.
Kibaltchitch est un cratère d'âge nectarien.
Le nom du cratère, donné en l'honneur de l'artificier russe Nikolaï Kibaltchitch (1853-1881), a été approuvé par l'Union astronomique internationale en 1970.

## Cratères satellites
Par convention, ces caractéristiques sont identifiées sur les cartes lunaires en plaçant la lettre sur le côté du point médian du cratère le plus proche de Kibaltchitch.
| Kibaltchitch | Latitude | Longitude | Diamètre |
| ------------ | -------- | --------- | -------- |
| H            | 2,0° N   | 144,2° O  | 40 km    |
| Q            | 0,7° S   | 149,0° O  | 25 km    |
| R            | 0,6° N   | 150,1° O  | 29 km    |